# Atesta mapida
Atesta mapida là một loài bọ cánh cứng trong họ Cerambycidae.